# Hwanghae Nam
Tỉnh Hwanghae-nam (Hwanghae-namdo, Hán Việt là Hoàng Hải Nam Đạo) là một tỉnh của Cộng hòa Dân chủ Nhân dân Triều Tiên. Tỉnh này đã được thành lập năm 1954 khi tỉnh Hwanghae cũ được tách ra thành Hwanghae-puk và Hwanghae-nam. Tỉnh lỵ là thành phố Haeju. Tỉnh này giáp Hwanghae-puk về phía bắc và đông và giáp Khu công nghiệp Kaesŏng về phía đông nam. Biên giới phía nam của tỉnh là Khu phi quân sự Triều Tiên và tỉnh Gyeonggi của Đại Hàn Dân Quốc. Phía tây là Hoàng Hải.

## Các đơn vị hành chính
Hwanghae-nam bao gồm 1 thành phố ("Si") và 19 huyện ("Kun").
- Thành phố Haeju (해주시; 海州市)
- Anak-gun (안악군; 安岳郡)
- Chaeryong-gun (재령군; 載寧郡)
- Changyon-gun (장연군; 長淵郡)
- Chongdan-gun (청단군; 靑丹郡)
- Kangryong-gun (강령군; 康翎郡)
- Kwail-gun (과일군)
- Ongjin-gun (옹진군; 甕津郡)
- Paechon-gun (백천군; 白川郡)
- Pongchon-gun (봉천군; 峰泉郡)
- Pyoksong-gun (벽성군; 碧城郡)
- Ryongyon-gun (룡연군; 龍淵郡)
- Samchon-gun (삼천군; 三泉郡)
- Sinchon-gun (신천군; 信川郡)
- Sinwon-gun (신원군; 新院郡)
- Songhwa-gun (송화군; 松禾郡)
- Taetan-gun (태탄군; 苔灘郡)
- Unryul-gun (은률군; 殷栗郡)
- Unchon-gun (은천군; 銀泉郡)
- Yonan-gun (연안군; 延安郡)